# Vidličnatky
Vidličnatky (Diplura) jsou starobylá bazální skupina šestinohých (tj. hmyzu v širokém slova smyslu). Mnoho autorů je považuje za sesterskou skupinu hmyzu v úzkém slova smyslu.

## Morfologie
Jsou to drobní, zpravidla slabě pigmentovaní živočichové s růžencovitými tykadly a nečlánkovanými chodidly. Na druhém a sedmém zadečkovém segmentu se nacházejí zbytky končetin. Konec zadečku je pak buďto se dvěma štěty (u skupiny Campodeina – Štětinatky) nebo s klíšťkami (u skupiny Japygina – Škvorovky).

## Rozmnožování
Oplození vidličnatek je vnější – samice hledají spermatofory odložené samci. V období rozmnožování se jedinci sdružují do větších skupin. K rozmnožování dochází několikrát za život. Samice kladou vajíčka v hroznovitých snůškách do skulin v půdě; samice některých druhů vajíčka chrání až do vylíhnutí larev. Larva je podobná dospělci. Ke svlékání dochází i v dospělosti.